# Шайкевич, Анатолий Янович
Анато́лий Я́нович Шайке́вич (род. 15 июня 1933, Москва) — советский и российский лингвист, доктор филологических наук, профессор. Член Научного совета по лексикологии и лексикографии РАН.

## Биография
Окончил МГПИИЯ им. М. Тореза. Преподавал там же на кафедре общего языкознания сначала преподавателем, затем доцентом (1958—1980).
В 1962 году защитил диссертацию на соискание учёной степени кандидата филологических наук по теме «Источники лексической омонимии в германских языках».
С конца 1970-х годов и до 1991 года работал во Всесоюзном центре переводов старшим научным сотрудником, заведующим лабораторией машинного перевода с немецкого языка, затем заведующим лабораторией терминологии (1986—1991).
В 1982 году защитил диссертацию на соискание учёной степени доктора филологических наук по теме «Дистрибутивно-статистический анализ текстов».
С 1991 года — главный научный сотрудник ВНИИ «Информэлектро». С 1992 года — ведущий научный сотрудник Института русского языка РАН. В 1999—2007 годах — руководитель Отдела машинного фонда русского языка.
В настоящее время занимается формированием машинного корпуса современных русских текстов, статистическим исследованием русской поэзии и прозы.

## Научная деятельность
Основные работы — в области общего языкознания (количественные методы в лингвистике, теория дешифровки, дистрибутивно-статистический анализ, глоттохронология), по исторической лексикологии германских языков, по русскому языку (словари языка писателей, в частности, М. Ю. Лермонтова и Ф. М. Достоевского), по компьютерной лингвистике (машинные фонды языков, корпусная лингвистика).
Опубликовал ряд исследований о статистике распределения личных имён, о статистике совместного цитирования, о статистике перевода в современном мире.
Автор учебника «Введение в лингвистику», получившего широкую известность, а также соавтор вместе с Р. М. Венцковичем учебника «История языкознания».

### Основные работы
- А. Я. Шайкевич. Проблемы терминологической лексикографии. — М.: Изд-во ВЦП, 1983. — 67 с. (Серия «Теория и практика научно-технического перевода. Обзорная информация», вып. 8.)
- А. Я. Шайкевич, М. Б. Бергельсон. Современное состояние научно-технической лексикографии. — М.: Изд-во ВЦП, 1986. — 94 с.
- Англо-русские общетехнические термины. Сост. А. Л. Семёнов. Под ред. А. Я. Шайкевича. — М.: Изд-во ВЦП, 1987. — 43 с.
- А. Я. Шайкевич, А. А. Абдуазизов, Е. А. Гурджиева. Введение в языкознание. — Ташкент: «Укитувчи», 1989. — 311 с. ISBN 5-645-00132-X.
- Научно-технический перевод с русского языка на английский. Методическое пособие для переводчика-практика. Сост. И. Д. Люткин. Под ред. А. Я. Шайкевича. — М.: Изд-во ВЦП, 1991. — 125 с.
- А. Я. Шайкевич. Введение в лингвистику. Учебное пособие. — М.: Изд-во Рос. открытого ун-та, 1995. — 302 с. ISBN 5-204-00065-8.
- А. Я. Шайкевич, В. М. Андрющенко, Н. А. Ребецкая. Статистический словарь языка Достоевского. — М.: «Языки славянских культур», 2003. — 832 с. ISBN 5-94457-145-4.
- А. Я. Шайкевич. Введение в лингвистику. Учебное пособие. — М.: «Academia», 2005. — 394 с. ISBN 5-7695-0930-9.
- А. Я. Шайкевич, В. М. Андрющенко, Н. А. Ребецкая. Статистический словарь языка русской газеты (1990-е годы). Т. 1. — М.: «Языки славянских культур», 2008. — 579 с. ISBN 978-5-9551-0279-5.
- А. Я. Шайкевич. Введение в лингвистику. Учебное пособие. 2-е изд., испр. — М.: «Академия», 2010. — 394 с. ISBN 978-5-7695-5829-0.

4545